# Brixia Leonessa Nuoto
Brixia Leonessa Nuoto ist ein italienischer Schwimm- und Wasserball-Verein aus der Stadt Brescia in der Lombardei.

## Geschichte
Der Sport Club Brescia schuf Anfang der 1970er-Jahre eine Wasserball-Abteilung. Von 1973 bis 1995 hieß der Verein Associazione Nuotatori Brescia, bevor er die Löwin als sein Emblem aufnahm und sich seit 1995 Leonessa Nuoto Pallanuoto nannte.
1989 wurde das Vereinsmitglied Giorgio Lamberti dreifacher Europameister im Freistilschwimmen und hielt für zehn Jahre den Weltrekord über 200 m Freistil.

## Erfolge
- Einmal Italienische Meisterschaft Wasserball Herren (2003)
- Viermal Gewinn des Europapokal-Wettbewerbs LEN-Trophy (2002, 2003, 2006, 2016)